# Allegra Stratton
Allegra Elizabeth Jane Stratton (Nottingham, 10 de abril de 1980) es una exayudante política, periodista y escritora británica que fue secretaria de prensa de Downing Street bajo el mandato de Boris Johnson desde noviembre de 2020 hasta abril de 2021.
Stratton trabajó para The Guardian como corresponsal política hasta que se incorporó a la BBC en 2012, donde fue editora política del programa Newsnight de BBC Two, de 2012 a 2016. Trabajó para ITV como editora nacional de ITV News de 2016 a 2018 y copresentadora de Peston on Sunday de 2016 a 2018. Tras dejar el periodismo, se convirtió en portavoz del Gobierno británico. Fue directora de comunicaciones estratégicas del canciller Rishi Sunak en el Tesoro desde abril hasta octubre de 2020, cuando se convirtió en la secretaria de prensa del 10 de Downing Street.
En abril de 2021, Stratton fue nombrada portavoz del presidente de la COP26, Alok Sharma. Dimitió de este puesto en diciembre de 2021 después de que se publicaran unas imágenes suyas en un ensayo de una rueda de prensa de diciembre de 2020, en las que bromeaba con sus colegas sobre una fiesta de Navidad que tuvo lugar en secreto en el 10 de Downing Street mientras el país estaba en mitad de un confinamiento por el coronavirus.

## Primeros años
Nació en Nottingham (Inglaterra) el 10 de abril de 1980, siendo una de las cuatro hijas de un padre traductor y una madre artista textil. Creció en el barrio londinense de Chiswick. Recibió el nombre de Allegra Byron por la hija del poeta Lord Byron. Asistió a la Chiswick Community School y a la Latymer Upper School, una escuela independiente del barrio londinense de Hammersmith, antes de estudiar arqueología y antropología en el Emmanuel College de la Universidad de Cambridge.

## Carrera

### Periodismo
Stratton trabajó como productora para la BBC, en la sección de internacional de The Times, y escribió para The Independent y el New Statesman. Después se incorporó a The Guardian como corresponsal política, presentando el podcast Politics Weekly del periódico, junto al periodista Tom Clark.
En 2006, Stratton publicó un libro de no ficción, Muhajababes, que exploraba la cultura juvenil de Oriente Medio y las contradicciones de la vida moderna de los jóvenes adultos en las sociedades musulmanas. El libro se basaba en las experiencias de Stratton al viajar por la región en 2005.
Stratton regresó a la BBC el 20 de febrero de 2012, como editora política de Newsnight, en sustitución de Michael Crick, que se marchó para convertirse en corresponsal político de Channel 4. En mayo de ese mismo año, se enfrentó a las críticas por una entrevista en Newsnight con una madre soltera que reclamaba un subsidio de vivienda. La entrevistada dijo sentirse "humillada" por Stratton, que la presentó erróneamente como desempleada. La revista Private Eye informó de que Stratton había elegido a la madre soltera frente a otros entrevistados que se le habían ofrecido, entre ellos una pareja con cuatro hijos que había perdido su trabajo y se enfrentaba a la falta de vivienda. Este incidente dio lugar a una petición de 20 000 firmas solicitando una disculpa de Stratton y de Newsnight. Tras una queja oficial a la Unidad de Quejas Editoriales de la BBC, Peter Rippon, el editor del programa, emitió una corrección y una disculpa en agosto.
En noviembre de 2015, la BBC anunció que Stratton se marchaba para incorporarse a ITV News como editora nacional. Hizo su primera aparición en el programa ITV News at Ten de ITV en enero de 2016 y copresentó Peston on Sunday con Robert Peston hasta abril de 2018, cuando se marchó para pasar los fines de semana con sus hijos.

### Comunicaciones del Gobierno
Stratton dejó ITV News en abril de 2020 para convertirse en Directora de Comunicaciones Estratégicas del Tesoro bajo el mando del Canciller Rishi Sunak. Seis meses después, en octubre de 2020, se le asignó el papel recién creado de secretaria de prensa de Downing Street, para presentar las sesiones informativas de prensa televisadas propuestas, cuyo lanzamiento estaba previsto inicialmente para noviembre de 2020. Las sesiones informativas se retrasaron posteriormente hasta enero de 2021 y se informó de que tendrían lugar cuando la Cámara de los Comunes estuviera reunida los lunes, martes y jueves. La fecha de lanzamiento de enero se retrasó repetidamente debido a los cierres por el coronavirus y el 20 de abril se anunció que las sesiones informativas se eliminarían por completo, y que Stratton se convertiría en la portavoz de la cumbre COP26 que se celebró en Glasgow (Escocia) en noviembre de 2021. En este papel, comentó que un coche diésel se adaptaba mejor a su estilo de vida que un coche eléctrico, que enjuagar los platos antes de ponerlos en el lavavajillas ayudaría al medio ambiente y que el público debería unirse al Partido Verde para combatir la crisis climática. Durante la conferencia, The Guardian informó de que "permaneció en un segundo plano" y tuvo "un papel poco claro".

### Polémica por la fiesta de Navidad de 2020 en Downing Street
El 7 de diciembre de 2021, ITV News publicó un vídeo de una rueda de prensa simulada del 22 de diciembre de 2020, en la que Stratton y otros miembros del personal de Downing Street hacían referencias en broma a una reunión navideña en el número 10 de Downing Street que tuvo lugar cuatro días antes. En el clip filtrado de 47 segundos, grabado desde la sala de prensa de Downing Street, Stratton y el resto del personal bromeaban sobre que la "fiesta ficticia" era solo "queso y vino" y una "reunión de negocios" sin "ningún distanciamiento social". BBC News informó de que el evento contó con "varias docenas" de asistentes y que "se jugó a juegos de fiesta, se sirvió comida y bebida y la fiesta se prolongó hasta más allá de la medianoche". En el momento de la supuesta fiesta, Londres estaba bajo restricciones de cierre de nivel 3 por el coronavirus. Las restricciones prohibían las reuniones en interiores de más de seis personas, con excepciones para ciertas actividades relacionadas con el trabajo.
Al día siguiente de la emisión del reportaje de ITV, el primer ministro Boris Johnson se disculpó por el vídeo durante el turno de preguntas del primer ministro, describiéndose como "furioso" por ello, pero siguió negando que se hubiera celebrado una fiesta y declaró que el secretario del gabinete Simon Case llevaría a cabo una investigación. Tres horas más tarde, Stratton dimitió de su cargo de portavoz del Gobierno para la cumbre COP26 y se disculpó por sus comentarios, de los que afirmó que se arrepentiría "para el resto de [sus] días". El 15 de diciembre se filtró una foto en la que se veía a Johnson participando en un concurso de Navidad en el número 10 de Downing Street, más o menos a la misma hora en que se celebraron las fiestas en 2020; el concurso era virtual y se hizo por Internet, pero la foto mostraba a Johnson sentado en una habitación con al menos otras dos personas.

## Publicaciones
- Stratton, Allegra (2006). Muhajababes. Londres. Constable. ISBN 978-1-84529-427-4.